# Ostrowite (Dąbrówno)
Ostrowite est un village polonais de la voïvodie de Varmie-Mazurie, dans le powiat d'Ostróda.